# Johannes Huibert Prins
Johannes Huibert Prins (Den Haag, gedoopt 9 juni 1756 - Utrecht, 1806) was een 18e-eeuwse autodidactisch schilder. Hij stond bekend om zijn stadsgezichten.
Al van kinds af aan hield hij zich bezig met kunst, maar zijn vader wilde dat hij arts zou worden. Na zijn promotie aan de Universiteit van Leiden besloot Prins om zich desondanks met kunst bezig te gaan houden. In 1783 kwam hij in het bestuur en twee jaar later werd hij regent van de Haagsche Teekenacademie en tevens verkozen tot secretaris van de Confrèrie Pictura.
Hij verbleef tijdens zijn leven in meerdere steden, zoals Leiden, Den Haag, Parijs en Keulen. Uiteindelijk kwam hij in Utrecht terecht. Hier ontfermde de hoogleraar Janus Bleuland zich over de tot armoede en alcoholisme vervallen kunstenaar. In 1806 werd Johannes Prins dood aangetroffen op de weg van Utrecht naar Vleuten. Hij was verdronken.
Johannes Prins was leermeester van Hendrik Jan van Amerom.

## Werk in openbare collecties (selectie)
- Rijksmuseum, Amsterdam
- Museum Boijmans Van Beuningen, Rotterdam
- Nelson-Atkins Museum of Art, Kansas City (Missouri)
- Städel Museum, Frankfurt am Main
- Museum voor Schone Kunsten, Gent
- Amsterdam Museum
- Museum De Lakenhal, Leiden
- National Gallery of Ireland, Dublin
- Nationaal Museum van Warschau
- Frans Hals Museum, Haarlem
- Rijksmuseum Twenthe, Enschede
- Museum Het Valkhof, Nijmegen
- Voerman Stadsmuseum Hattem
- Scheepvaartmuseum, Amsterdam

Een schilderij van Prins hangt in het Louvre en is onderdeel van een collectie kunst die sinds het eind van de Tweede Wereldoorlog wacht op terugkeer naar de rechtmatige eigenaar.

## Schilderijen en tekeningen (selectie)

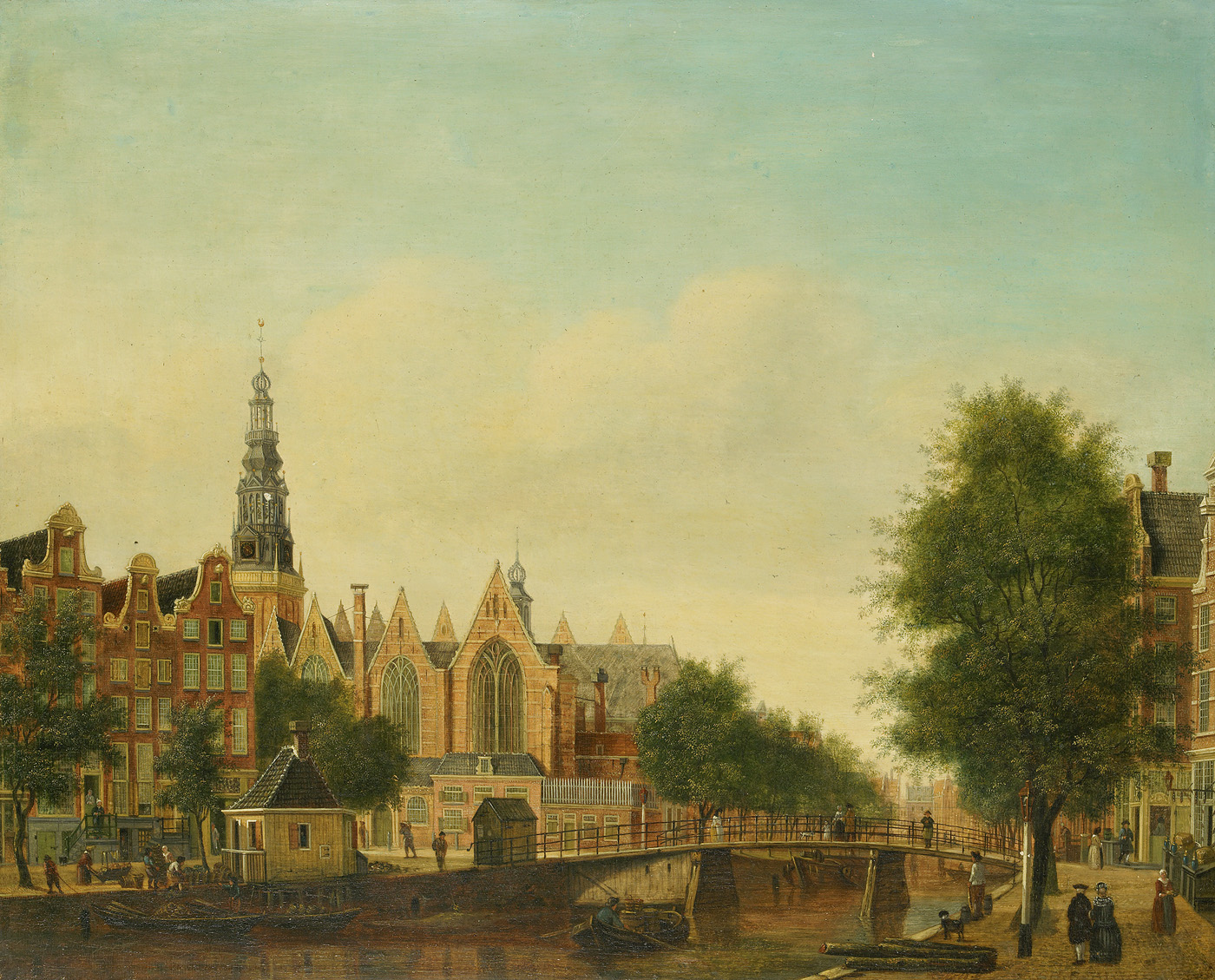
De Oude Kerk gezien vanaf de Oudezijds Voorburgwal in Amsterdam, 1765 – 1785,  Amsterdam Museum.
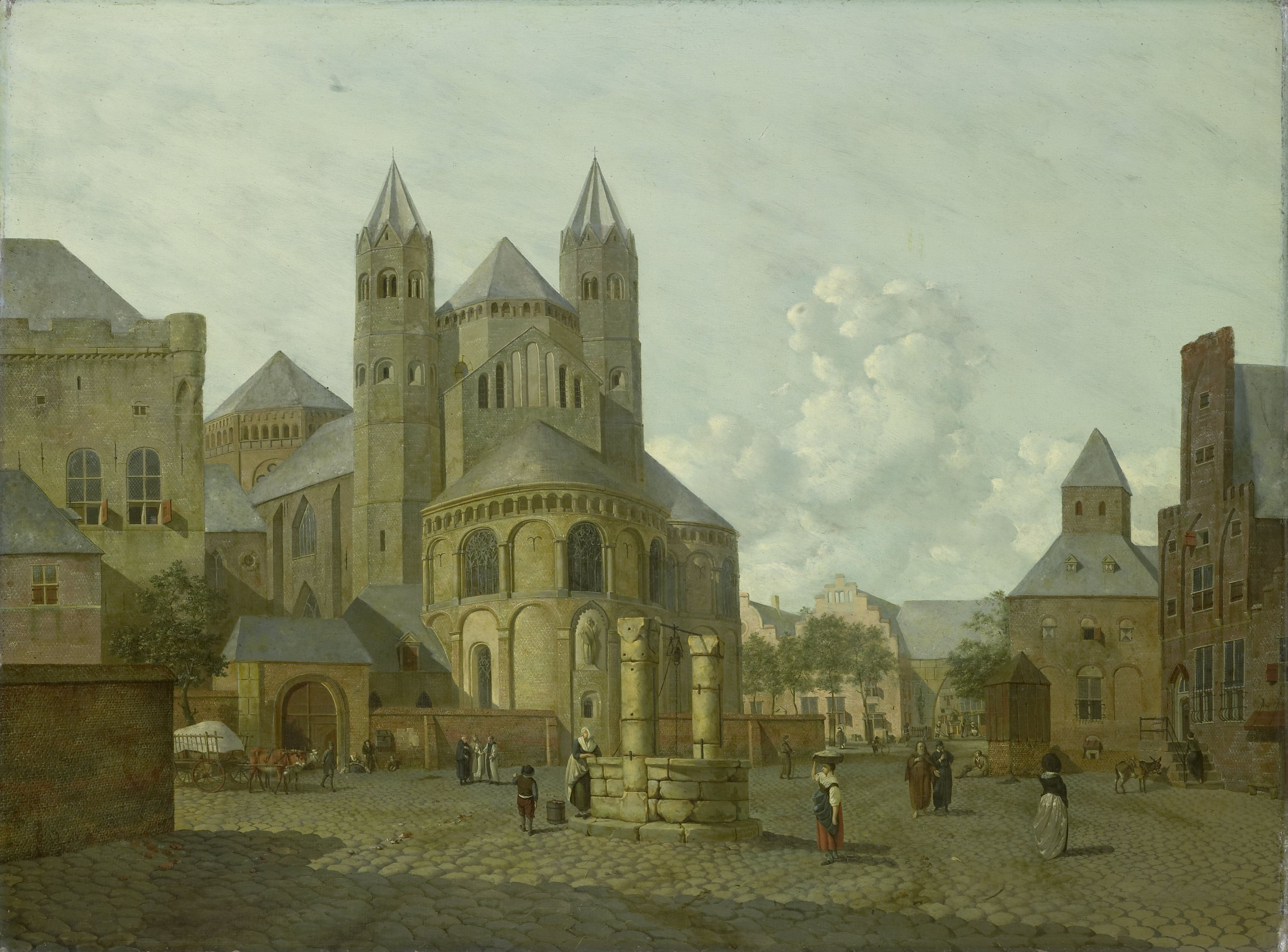
Gefantaseerd stadsgezicht met Romaanse kerk, 1793, Rijksmuseum, Amsterdam.
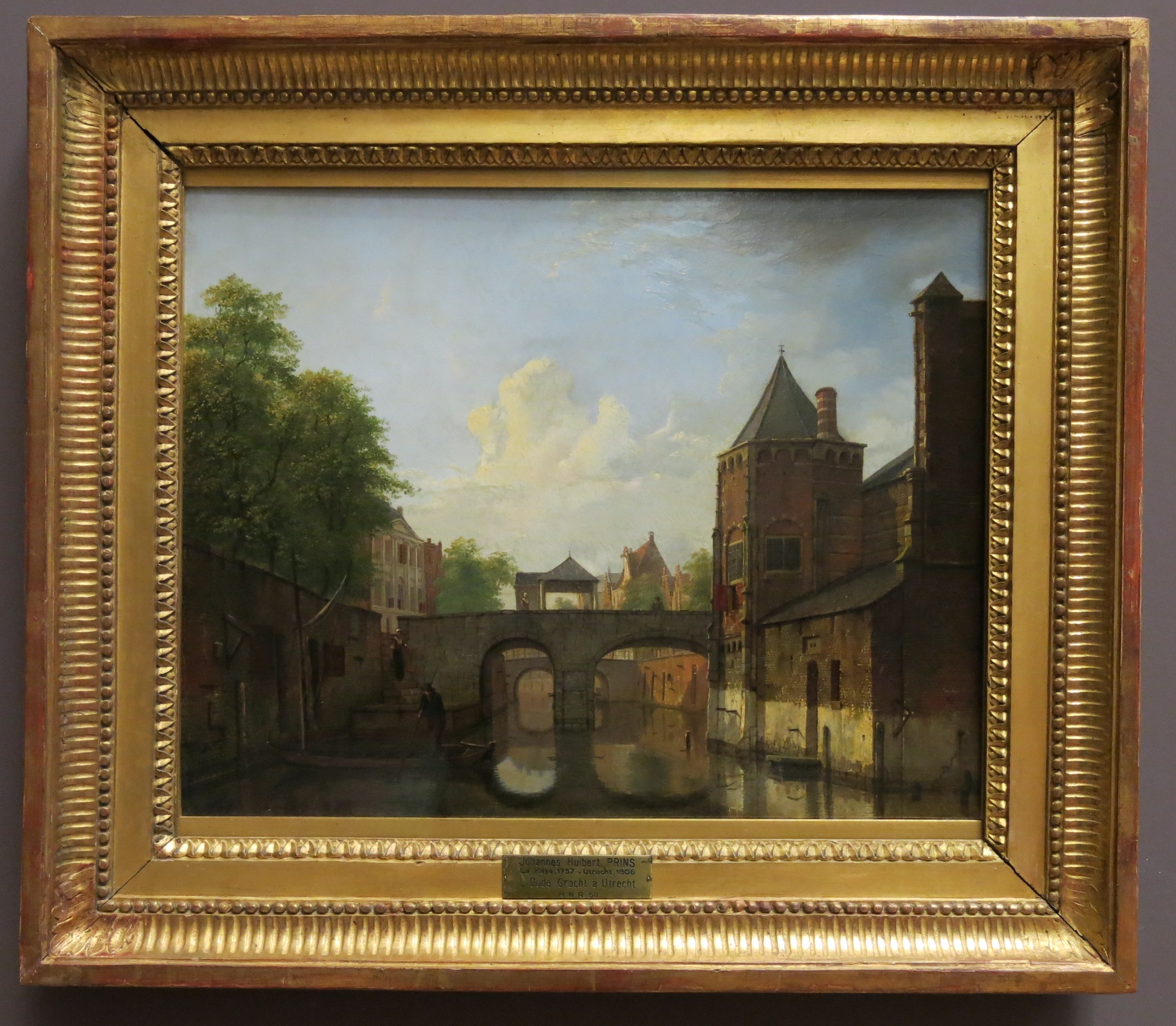
De Oude Gracht in Utrecht, 1782, Louvre (Parijs)
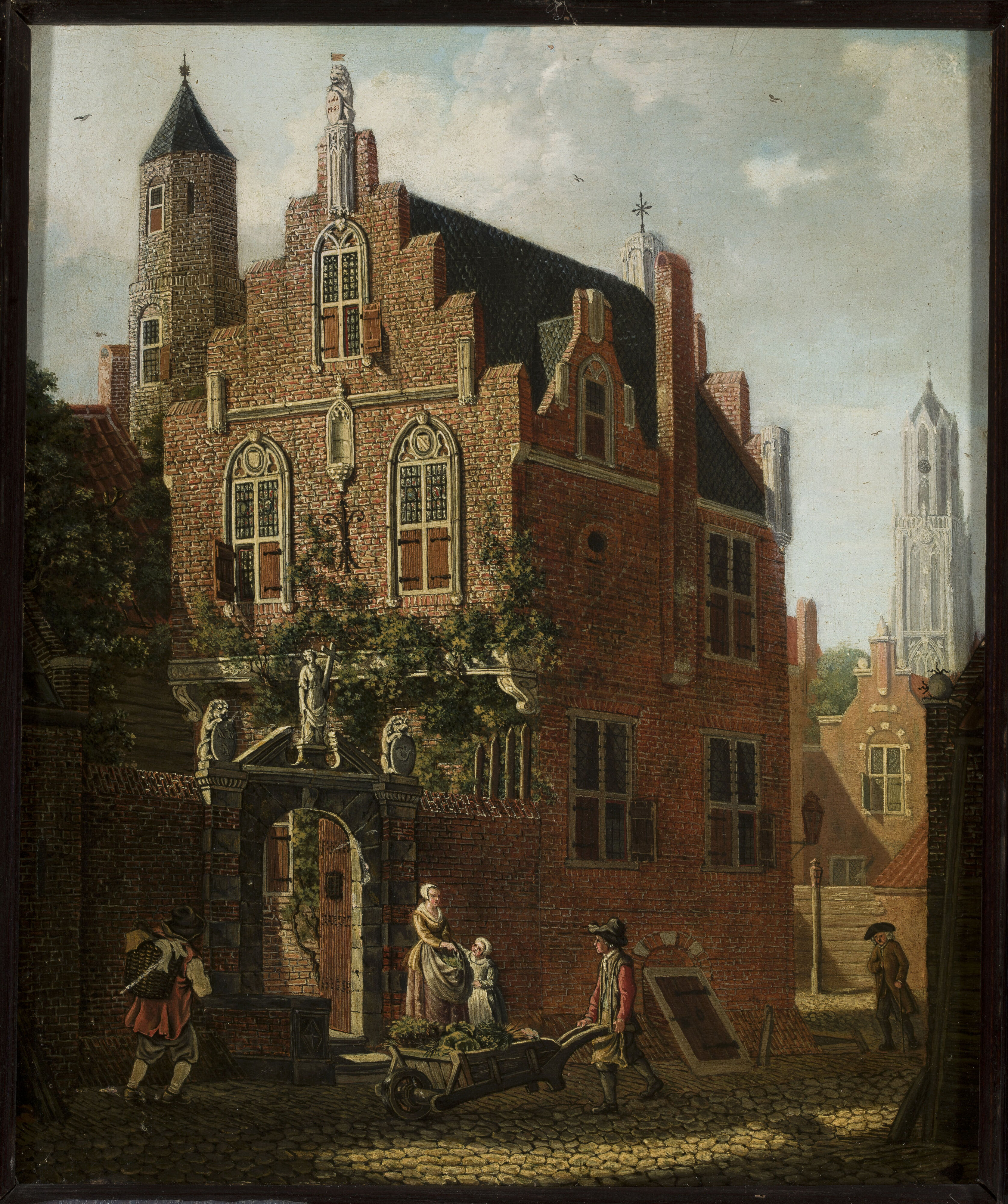
Stadsgezicht,1783, Nationaal Museum van Warschau
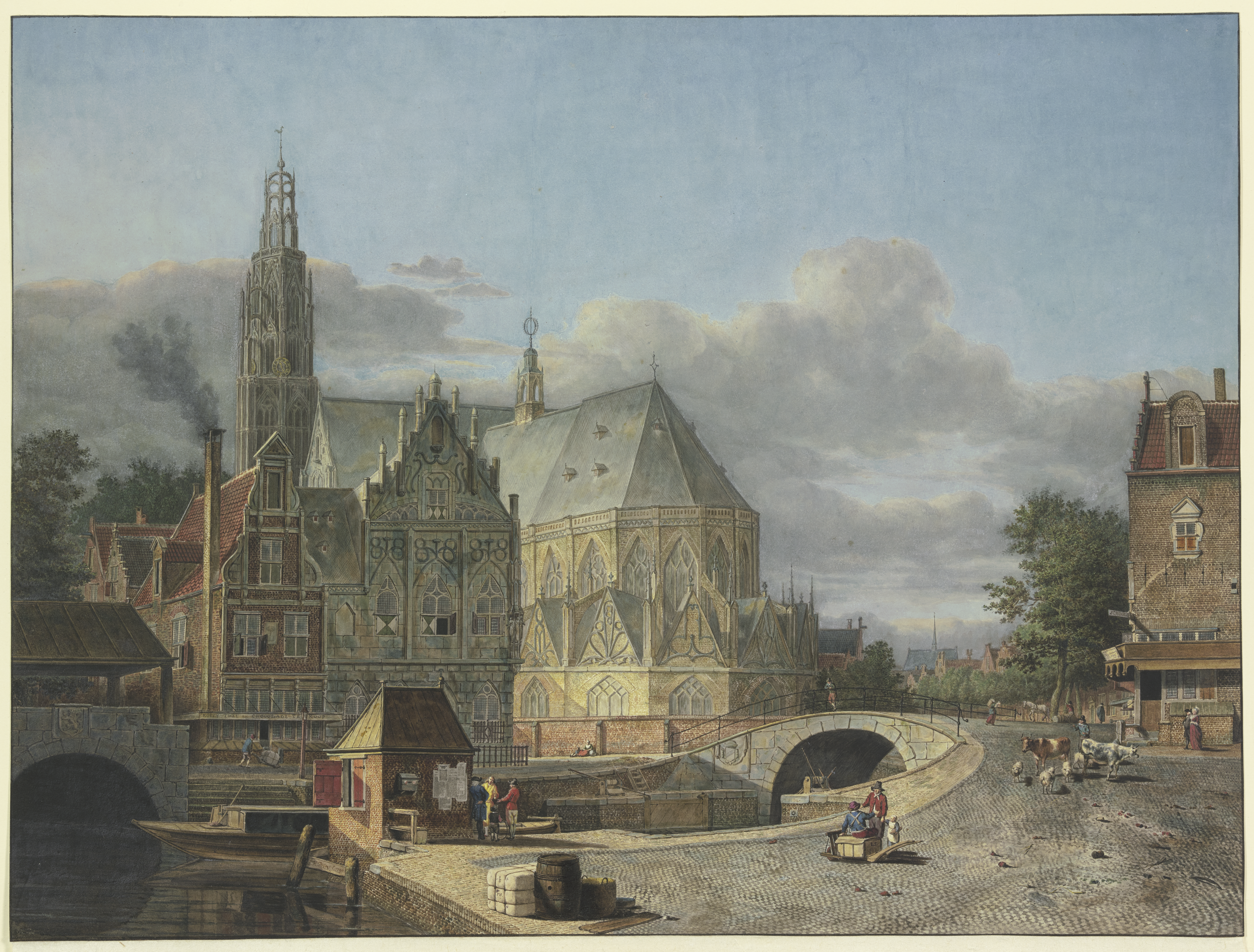
Stadsgezicht met kerk, 1790, Städel Museum
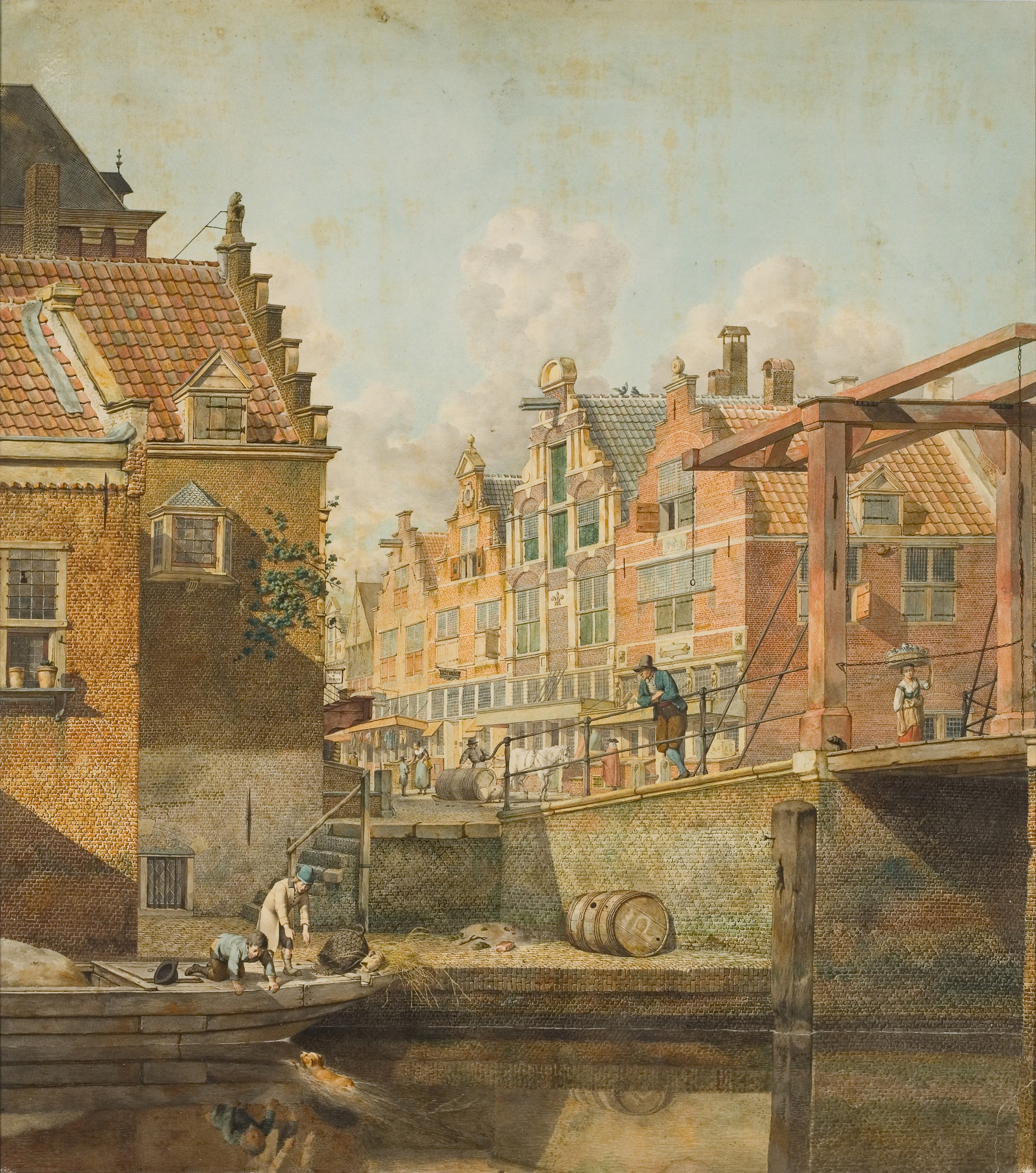
Stadsgezicht met ophaalbrug, Rijksmuseum Twenthe
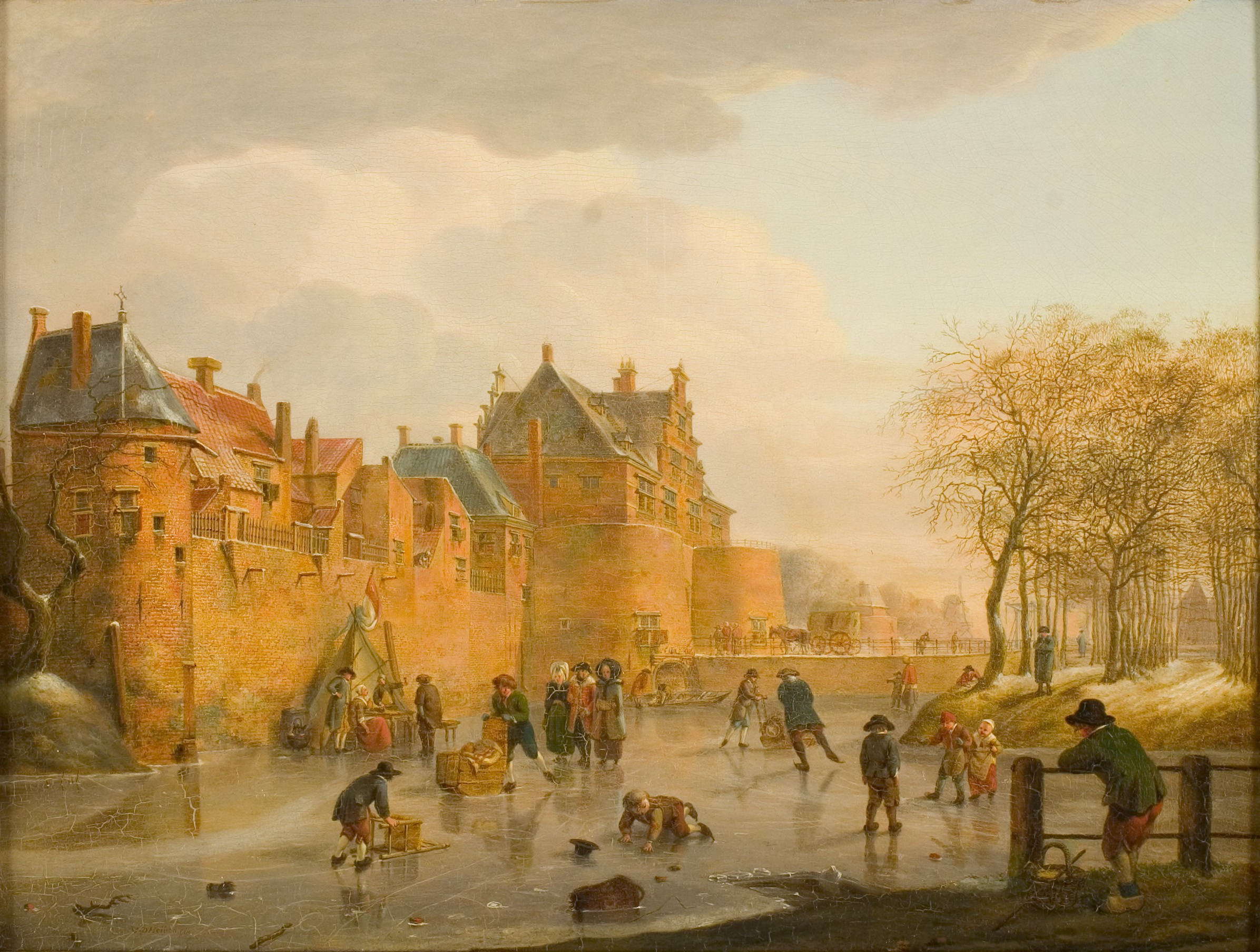
Wintergezicht op de Waterslootspoort te Delft, 1780-1800, Rijksmuseum Twenthe
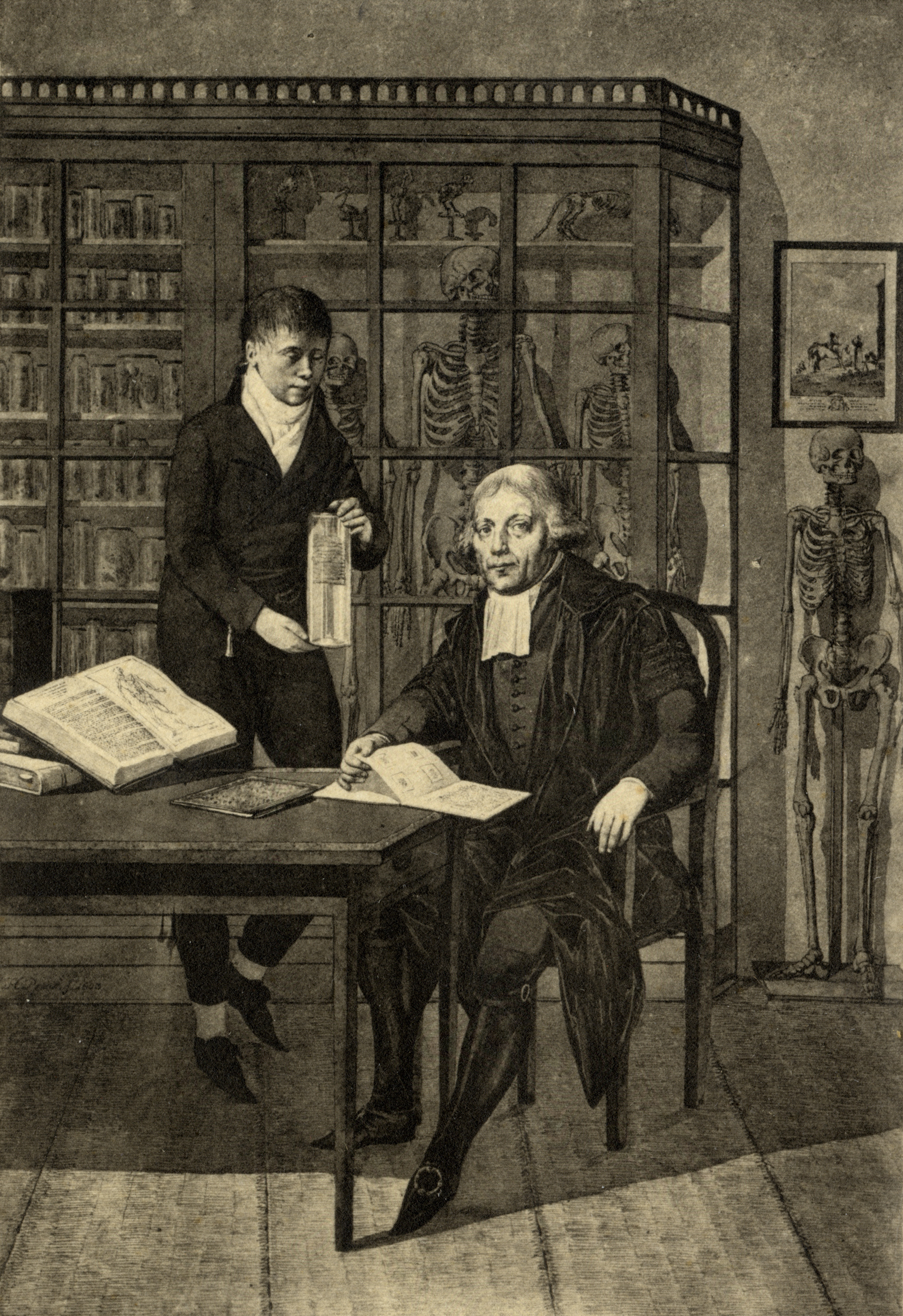
Portret van prof. Jan Bleuland, geboren Gouda 1756, hoogleraar in de geneeskunde aan de Utrechtse hogeschool, 1803, Het Utrechts Archief